# SCGB1D4
SCGB1D4 (англ. Secretoglobin family 1D member 4) – білок, який кодується однойменним геном, розташованим у людей на 11-й хромосомі. Довжина поліпептидного ланцюга білка становить 83 амінокислот, а молекулярна маса — 9 201.
| 10         |  | 20         |  | 30         |  | 40         |  | 50         |
| ---------- |  | ---------- |  | ---------- |  | ---------- |  | ---------- |
| MRLSVCLLMV |  | SLALCCYQAH |  | ALVCPAVASE |  | ITVFLFLSDA |  | AVNLQVAKLN |
| PPPEALAAKL |  | EVKHCTDQIS |  | FKKRLSLKKS |  | WWK        |  |            |

A: Аланін

C: Цистеїн

D: Аспарагінова кислота

E: Глутамінова кислота

F: Фенілаланін

H: Гістидин

I: Ізолейцин

K: Лізин

L: Лейцин

M: Метіонін

N: Аспарагін

P: Пролін

Q: Глутамін

R: Аргінін

S: Серин

T: Треонін

V: Валін

W: Триптофан

Секретований назовні.